# Chiesa di Sant'Andrea Apostolo (Savona)
La chiesa di Sant'Andrea Apostolo è un edificio religioso di Savona.

## Storia
Nel 1714 i gesuiti demolirono una precedente chiesa del XII secolo dedicata a sant'Andrea per costruire l'attuale edificio che dedicarono a sant'Ignazio. Nel 1773 l'ordine viene soppresso e subentrano i preti Lazzaristi, fino al 1812 quando la chiesa ritorna ad essere parrocchia di Sant'Andrea Apostolo.

## Struttura ed opere d'arte

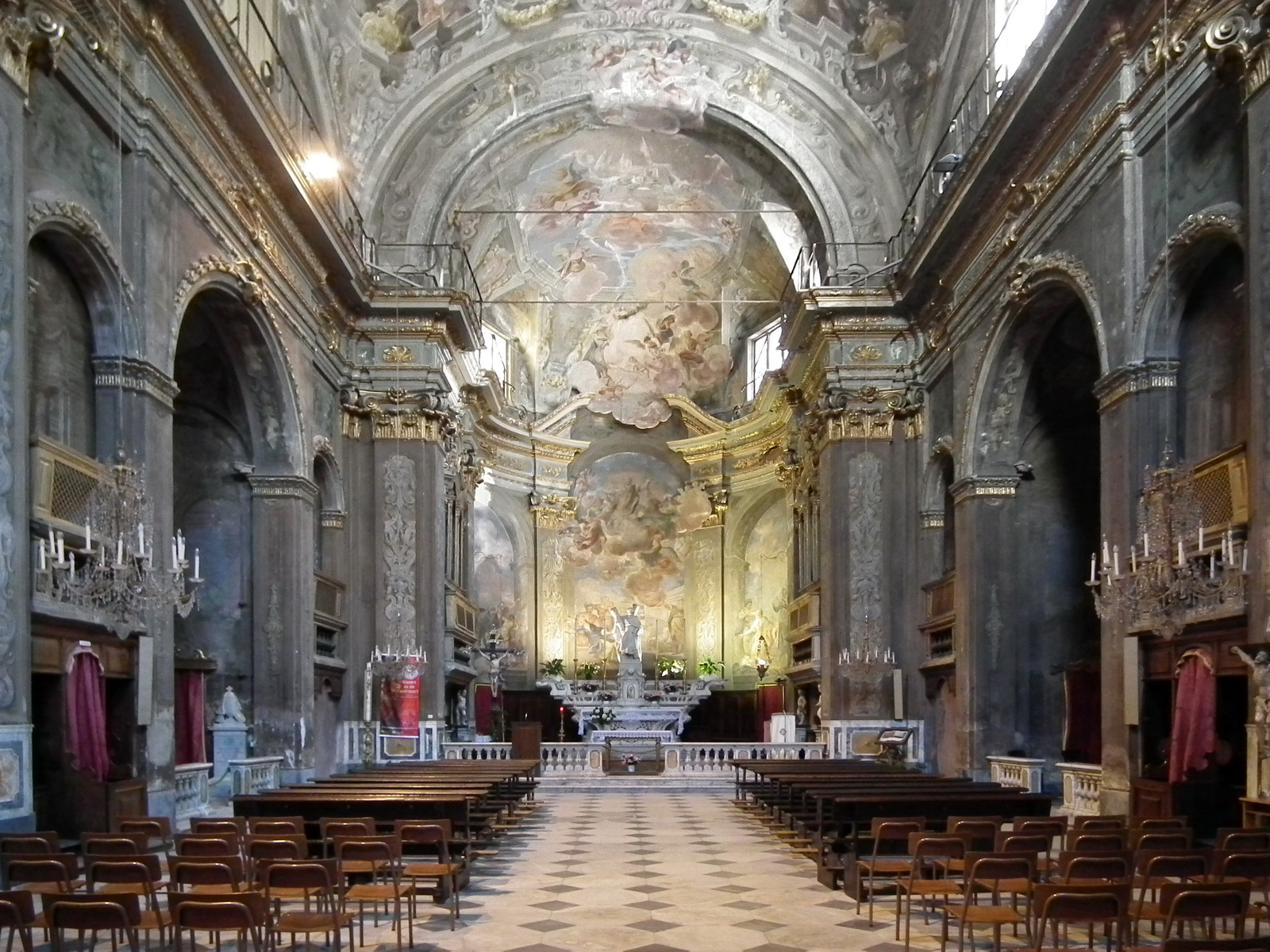
L'interno

La chiesa si presenta ad un'unica navata molto ampia. La volta e l'abside sono decorati con un ciclo di affreschi del 1741 raffiguranti le opere di sant'Ignazio di Loyola e dei  gesuiti. Le immagini sono annerite dal tempo e dal fumo delle candele. L'altare maggiore risale al XVIII secolo con statua marmorea di sant'Andrea Apostolo del 1918.
Entrando sulla destra si notano in sequenza la  grotta di Lourdes, la  cappella di San Vincenzo de' Paoli con tela di Paolo Gerolamo Brusco e la  cappella di San Francesco Saverio con tela settecentesca di Angelo Benedetto Rossi. Sulla sinistra si trovano invece il piccolo battistero, la  cappella dell'Immacolata Concezione  con quadro di Agostino Ratti e la  cappella della Madonna del Buon Consiglio con tavola di Defendente Ferrari del XVI secolo. In sacrestia si notano arredi lignei del XVIII secolo, un'icona bizantina e una statua della Madonna di Antonio Brilla.

## Galleria d'immagini

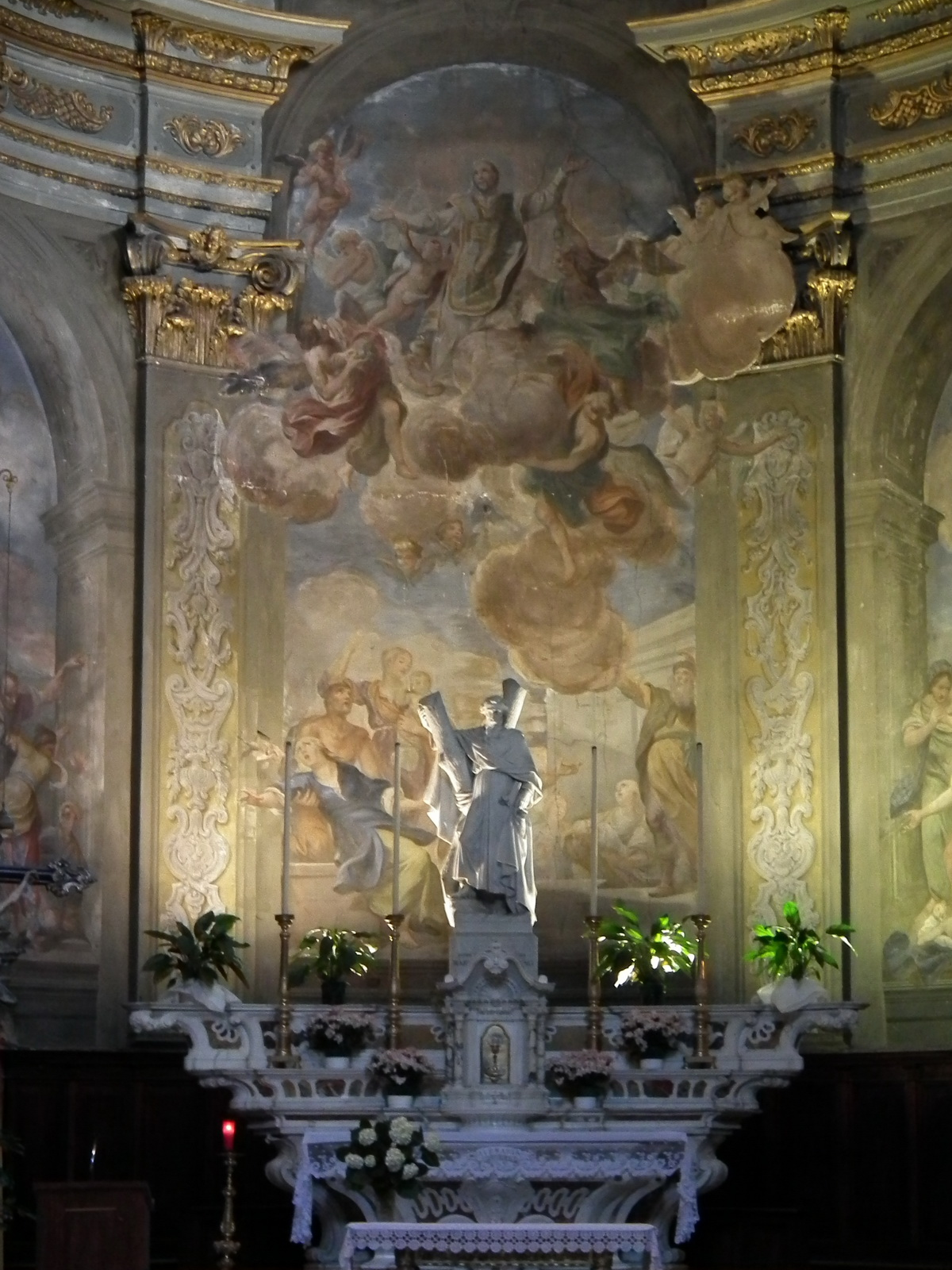
L'altare maggiore
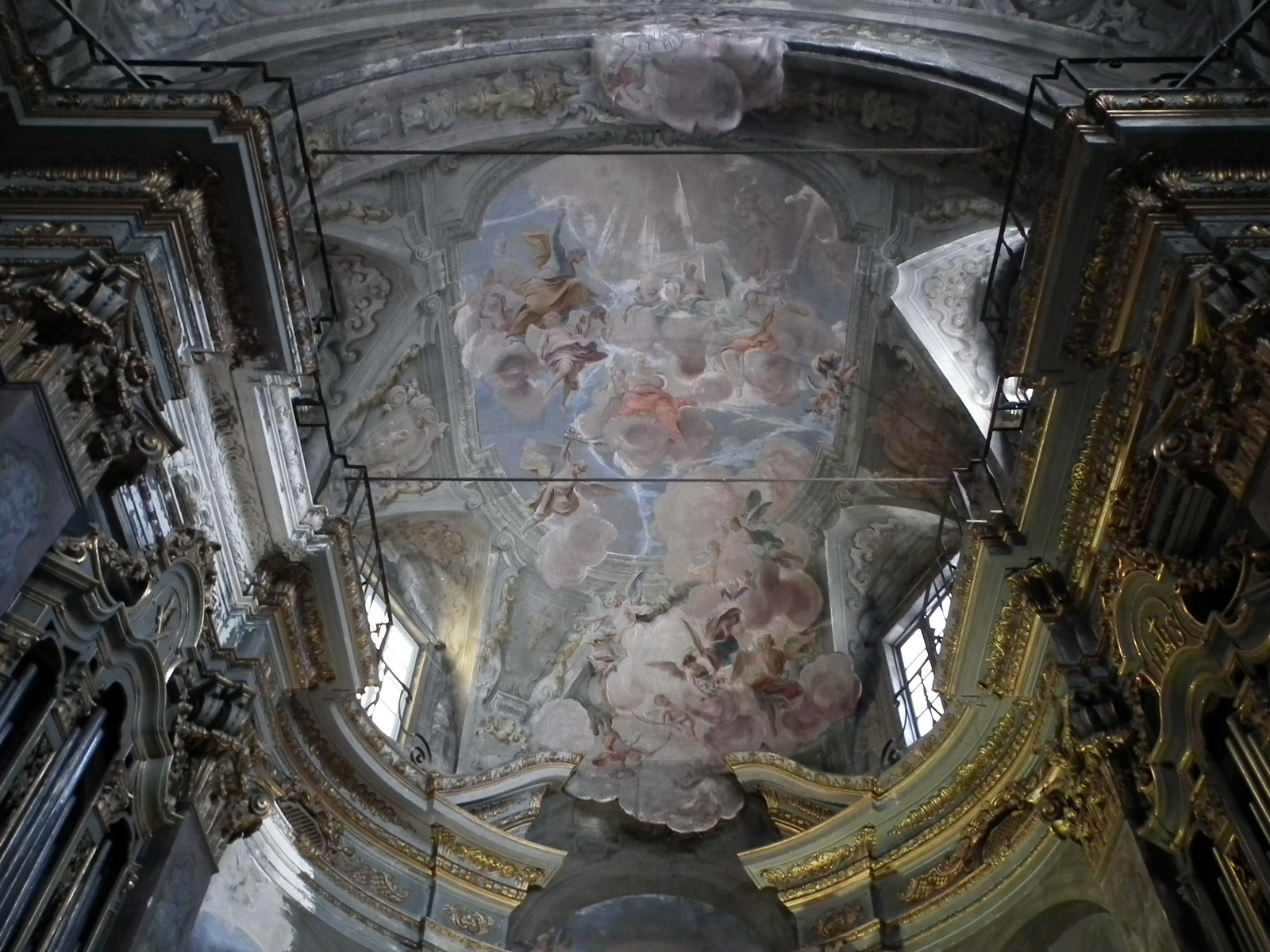
La volta dell'altare maggiore
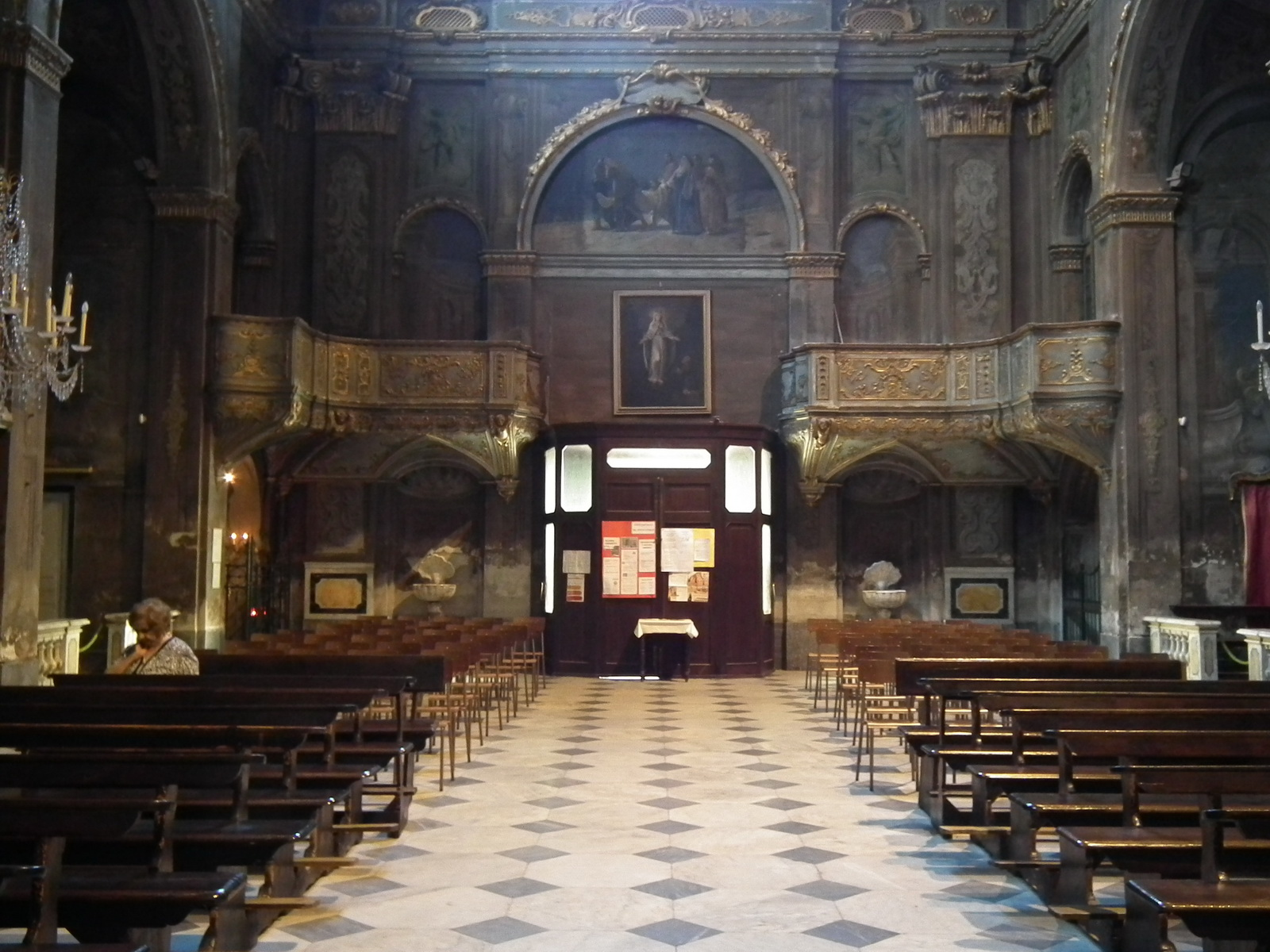
La controfacciata
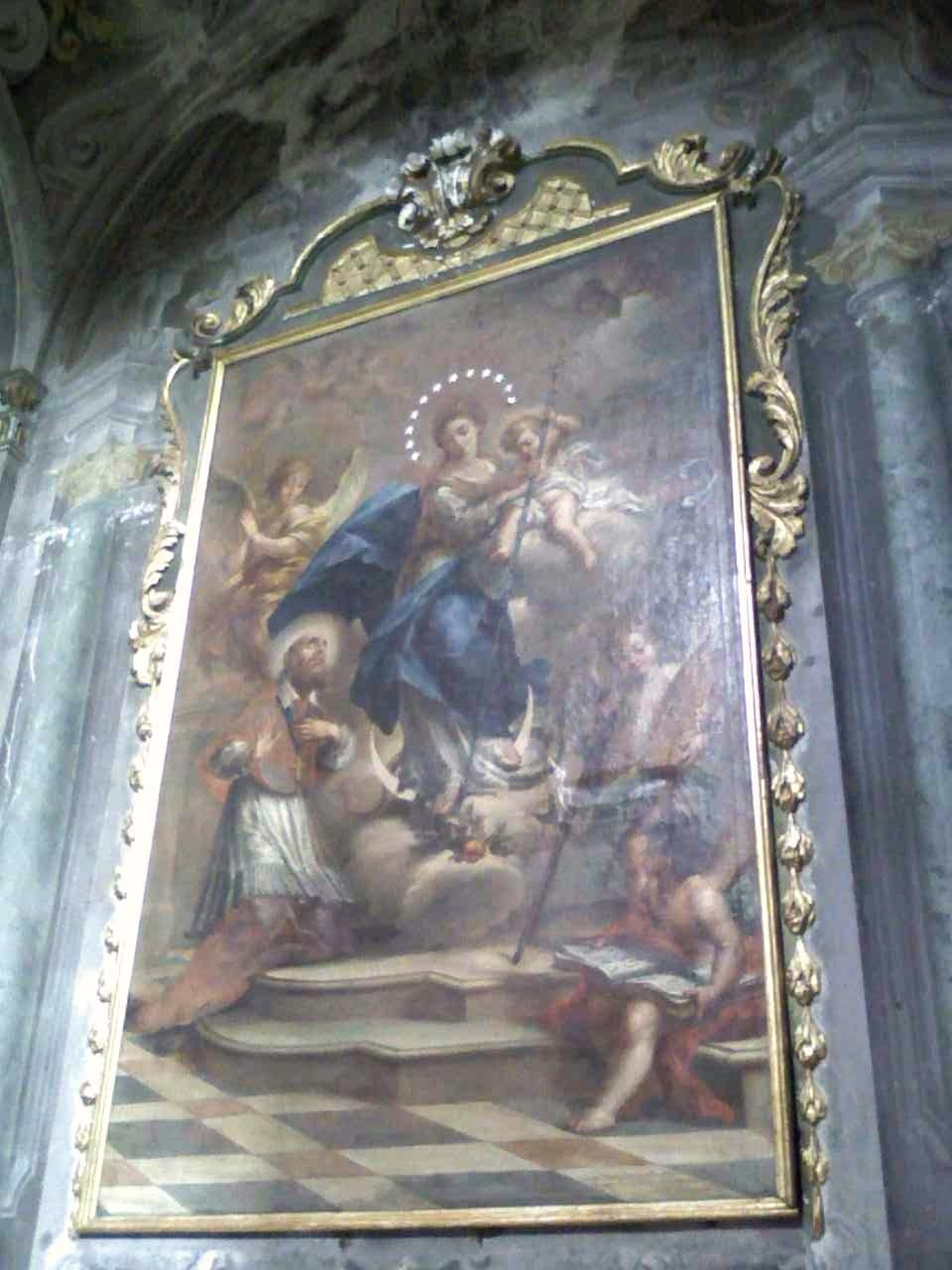
Dipinto dell'Immacolata e di san Francesco di Sales (1749)
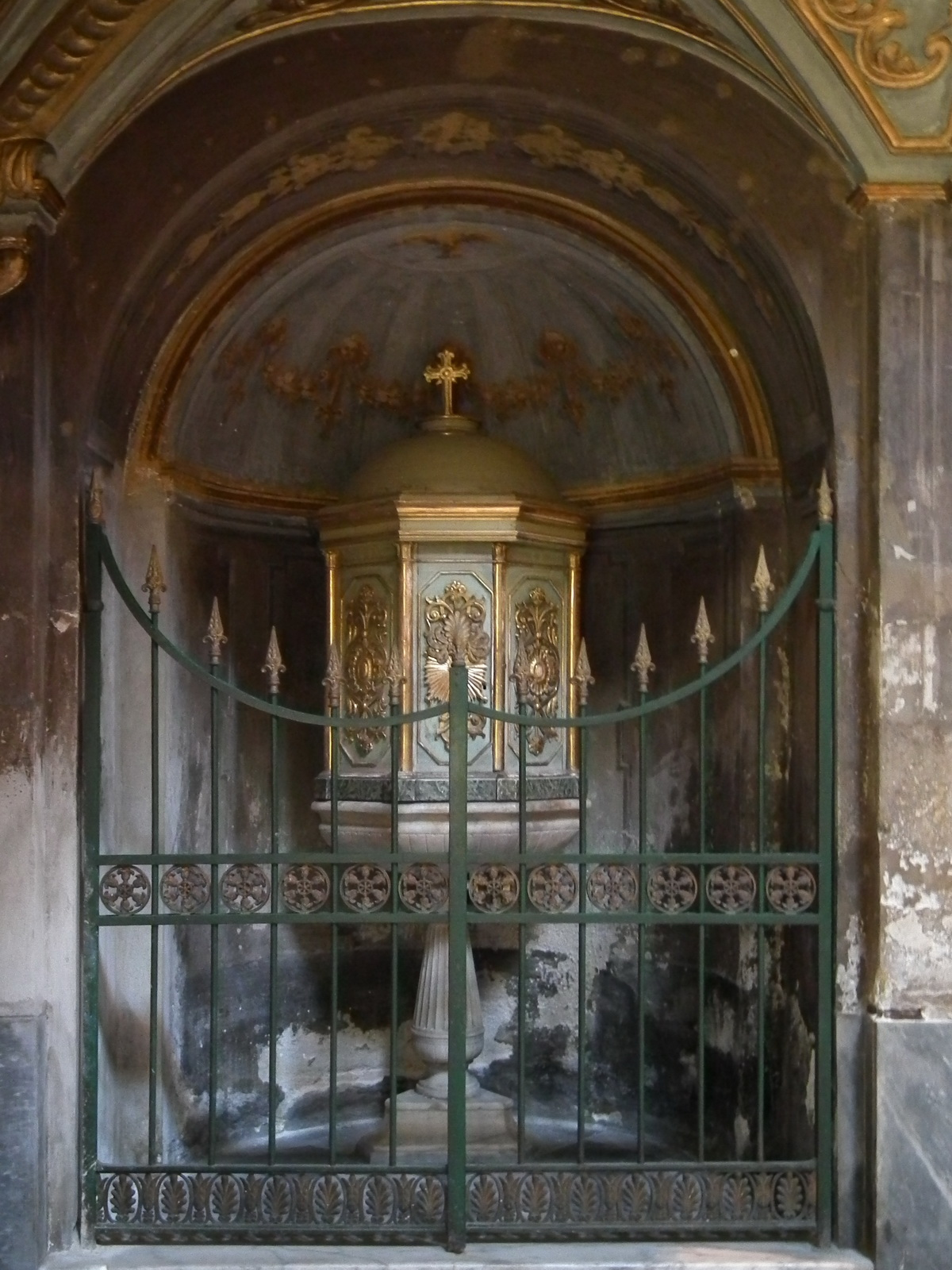
Fonte battesimale